# 黃皮屬
黃皮屬，是芸香科下的一個屬，全球約有30種，分佈於東半球熱帶及亞熱帶地區，中國大陆地区約有10種及2變種，其中一種為引種栽培，分佈於長江以南各地，當中以廣東、廣西及雲南種類最多；台湾地区有2種。本屬能供藥用者約有5種及1變種；部份品種果實能供作水果食用，其果肉偏酸或味甜，因含芳香族化合物服食過多能引致麻舌感。本屬的模式種為假黄皮（Clausena excavata）。本屬染色體基數為X=9，2n=18。
属名Clausena为纪念17世纪丹麦植物学家P. Clausen而命名。

## 形態特徵
黃皮屬中包含常綠喬木或灌木植物 。枝幹無刺，幼枝常具有小瘤狀突起油點及叢生的細短柔毛。

### 葉
葉為奇數羽狀複葉，互生；小葉片薄革質，兩側不對稱(368)，具半透明的油點
，常為互生，小為對生；葉軸常具有小瘤狀突起油點及叢生的細短柔毛。

### 花
花為聚傘狀圓錐花序，頂生或腋生，總花梗連同花序軸通常較長
，花序軸常具有小瘤狀突起油點及叢生的細短柔毛；花為兩性花，白色至黃色；花蕾圓球形，小為卵形或寬卵形；萼片4－5枚，中部以下通常合生；花瓣4－5枚，橢圓形或長圓形，分離，4枚時多近聚合排列，5枚時呈覆瓦狀排列，表面常具油點，披毛或無毛；雄蕊6－10枚，兩輪排列，着生於隆起的花盤基部，外輪與萼片等長對生，其餘長短不相等或近等長；花絲基部稍増寬，小為線形，中部呈曲膝狀，頂端鉆尖；花藥黃色，背着藥；雌蕊常短於雄蕊；子房近圓球形，通常具短的子房柄，常為4－5室，有時因不育隔膜消失而成1－3室，每室常有並列的胚珠1－2顆，小為1顆，具透明的油點，無毛或具柔毛；花柱短而粗，通常比子房短或等長，小為較子房長，脫落，無毛或具柔毛；柱頭與花柱等寬或稍増大。

### 果
果為漿果，扁球形、圓球形或卵球形，成熟時淡黃色、暗黃色或紫黑色，每果具1－4顆種子 ；種子近圓球形或扁長圓形；種皮薄，棕色膜質；子葉深綠色，油點較多，平凸，或有時兩側邊緣稍向內卷，胚莖披微柔毛。

## 物種
黃皮屬約包含30種物種：
- Clausena abyssinica  Engl.
- Clausena anisata  (Willd.) Hook.f. ex Benth.
- 细叶黄皮 Clausena anisum-olens  (Blanco) Merr.
- Clausena austroindica  B.C.Stone & K.K.N.Nair
- Clausena brevistyla  Oliv.
- 大花齒葉黃皮 Clausena dentata  (Willd.) Roem.
- 齒葉黃皮 Clausena dunniana  Lévl. 
  - Clausena dunniana  var. robusta毛齒葉黃皮
- Clausena emarginata  Huang小黃皮
- Clausena engleri  Yu.Tanaka
- Clausena excavata  Burm.f. 假黄皮
- Clausena hainanensis  Huang et Xing海南黃皮
- Clausena harmandiana  (Pierre) Guillaumin
- Clausena henryi  (Swingle) C.C.Huang 湖北黃皮
- Clausena heptaphylla  (Roxb.) Wight & Arn.
- Clausena indica  (Dalzell) Oliv.
- Clausena inolida  Z.J. Yu & C.Y. Wong 麗達黃皮
- Clausena kanpurensis  Molino
- Clausena lansium  (Lour.) Skeels 黃皮
- Clausena lenis  Drake 光滑黃皮
- Clausena luxurians  (Kurz) Swingle
- Clausena odorata  Huang香花黃皮
- Clausena poilanei  Molino
- Clausena sanki  (Perr.) Molino
- 毛葉黃皮 Clausena vestita  Tao
- Clausena smyrelliana  P.I.Forst.
- Clausena wallichii   Oliv.
- 云南黃皮 Clausena yunnanensis  Huang
  - 弄岗黄皮 Clausena yunnanensis  var. longgangensis Liang et Lu

## 外部連結
- （简体中文）. 中國自然標本館.   [August 14, 2011].
- （简体中文）. 中國自然標本館物种相册.   [August 14, 2011].
- （简体中文）. 植物通.   [August 14, 2011].